# Марин, Марк Андреевич
Марк Андреевич Марин (род. 15 июня 1996, Тольятти, Самарская область) — российский хоккеист, защитник. Мастер спорта России (2024).

## Биография
Начинал играть в Тольятти, затем перешёл в школу казанского «АК Барса». С сезона 2012/13 стал играть в команде МХЛ-Б «Ирбис», также дебютировал в МХЛ за «Барс». В следующем сезоне провёл 23 матча за «Барс» и 10 — за «Ирбис». Сезон 2014/15 провёл в «Ирбисе» в МХЛ, в сезоне 2015/16 играл за «Барс» в ВХЛ — 23 матча и за «Ирбис» в МХЛ — 27 матчей. В сезонах 2016/17 — 2019/20 выступал за «Барс».
26 июня был обменян в нижегородское «Торпедо», за которое отыграл четыре сезона в КХЛ. 16 мая 2024 года был обменян в «Северсталь» на Василия Шумилова. 20 ноября 2024 был обменян в «Адмирал».